# Comté de Bonaventure
Pour les articles homonymes, voir Bonaventure.
Le comté de Bonaventure était un comté municipal du Québec ayant existé entre 1855 et le début des années 1980. 
Le territoire qu'il couvrait est aujourd'hui compris dans la région administrative de Gaspésie–Îles-de-la-Madeleine, et correspondait aux actuelles municipalités régionales de comté (MRC) de Bonaventure et d'Avignon. Son chef-lieu était la municipalité de New Carlisle.

## Municipalités situées dans le comté
- Bonaventure (créé en 1855 en tant que municipalité du canton de Hamilton; renommé Saint-Bonaventure-de-Hamilton en 1884; renommé Bonaventure en 1955[2])
- Caplan (détaché des cantons de Hamilton et de New Richmond en 1875 sous le nom de Saint-Charles de Caplan; renommé Caplan en 1964[2])
- Carleton (créé en 1855 en tant que municipalité du canton de Carleton; Carleton-sur-Mer s'en détache en 1927 et les deux sont de nouveau fusionnés en 1972; regroupé avec Saint-Omer en 2000 sous le nom de Carleton-Saint-Omer et renommé Carleton-sur-Mer en 2005[3])
- Cox (créé en 1855 en tant que municipalité du canton de Cox; divisé entre New Carlisle et Paspébiac en 1877[2])
- Escuminac (détaché de la municipalité de Shoolbred en 1907 sous le nom de Nouvelle et Shoolbred; renommé Escuminac en 1912[3])
- Grande-Cascapédia (détaché du canton de New Richmond en 1929; regroupé avec Saint-Jules en 1999 sous le nom de Cascapédia; renommé Cascapédia-Saint-Jules en 2000[3])
- Hope (créé en 1855 en tant que municipalité du canton de Hope[2])
- Hope Town (détaché de Hope en 1936[2])
- L'Ascension-de-Patapédia (créé en 1968[3])
- Maria (créé en 1855[3])
- Matapédia (détaché de la municipalité du canton de Matapédia en 1905 sous le nom de Saint-Laurent-de-Matapédia; renommé Matapédia en 1973[3])
- New Carlisle (détaché de la municipalité du canton de Cox en 1877[2])
- New Richmond (créé en 1855[3])
- Nouvelle (créé en 1855 sous le nom de Shoolbred; renommé Saint-Jean-l'Évangéliste en 1912; renommé Nouvelle en 1953[3])
- Paspébiac (détaché de la municipalité du canton de Cox en 1877[2])
- Paspébiac-Ouest (détaché de Paspébiac en 1922; regroupé de nouveau avec Paspébiac en 1997[2])
- Pointe-à-la-Croix (créé en 1855 en tant que municipalité du canton de Mann; renommé Pointe-à-la-Croix en 1970[3])
- Port-Daniel (Partie Est) (détaché de la municipalité du canton de Port-Daniel en 1883; fusionné avec Port-Daniel (Partie Ouest) en 1990 pour former Port-Daniel[2])
- Port-Daniel (Partie Ouest) (détaché de la municipalité du canton de Port-Daniel en 1883; fusionné avec Port-Daniel (Partie Est) en 1990 pour former Port-Daniel[2])
- Ristigouche (créé en 1855 en tant que municipalité du canton de Ristigouche; renommé Saint-André-de-Restigouche en 1989[3])
- Ristigouche-Partie-Sud-Est (détaché de la municipalité du canton de Ristigouche en 1906[3])
- Saint-Alexis-de-Matapédia (créé en 1855 en tant que municipalité du canton de Matapédia; renommé Saint-Alexis-de-Matapédia en 1969[3])
- Saint-Alphonse (détaché de Saint-Bonaventure-de-Hamilton et de New Richmond en 1902 sous le nom de Musselyville; renommé Saint-Alphonse en 1953[2])
- Sainte-Germaine-de-l'Anse-aux-Gascons (détaché de Port-Daniel (Partie Est) en 1901; fusionné à Port-Daniel en 2001 pour former Port-Daniel–Gascons[2])
- Saint-Elzéar (détaché de New-Carlisle, Bonaventure, Paspébiac-Ouest et d'une portion de territoire non-organisé en 1965[4])
- Saint-François-d'Assise (détaché de Matapédia en 1926[5])
- Saint-Godefroi (détaché de Hope en 1913, utilisant la graphie Saint-Godefroy[6])
- Saint-Jules (détaché de Maria et d'une portion de territoire non-organisé en 1949; regroupé avec Grande-Cascapédia en 1999 sous le nom de Cascapédia; renommé Cascapédia-Saint-Jules en 2000[3])
- Saint-Omer (détaché de Carleton en 1902; regroupé avec Carleton en 2000 sous le nom de Carleton-Saint-Omer et renommé Carleton-sur-Mer en 2005[3])
- Saint-Siméon (détaché de Saint-Bonaventure de Hamilton en 1914[7])
- Shigawake (détaché de Saint-Godefroi en 1924[8])

## Formation
Le comté de Bonaventure comprenait lors de sa formation la seigneurie de Shoolbred, ainsi que les cantons de Port-Daniel, Hope, Cox, Hamilton, New Richmond, Maria, Carleton, Nouvelle, Mann, Ristigouche, Matapédia, Patapédia, Milnikek et Assemetquagen.